# بولشوی چرمشان
بولشوی چرمشان (انگلیسی: Bolshoy Cheremshan) یک رودخانه در استان اولیانوفسک کشور روسیه است.